# Безредици в Урумчи
Безредиците в Урумчи са поредица от сблъсъци в началото на юли 2009 година в град Урумчи, административния център на Синдзян-уйгурския автономен регион в Китай.
Безредиците започват на 5 юли, когато над 1000 уйгури провеждат протест в Урумчи. След стълкновения с полицията, демонстрацията преминава в нападения над етнически китайци (хан). Два дни по-късно, на 7 юли, стотици китайци влизат в сблъсъци, както с полицията, така и с етнически уйгури. На 8 юли президентът на Китай Ху Дзинтао прекъсва участието си в срещата на най-високо равнище на Г-8 и се връща в страната, поради положението в Синдзян.
Безредиците са продължение на трайното напрежение между хан, най-голямата етническа група в Китай, и уйгурите, тюркска и мюсюлманска етническа група. Конкретна причина за сблъсъците става недоволството на уйгурите от действията на централното правителство във връзка с Шаогуанския инцидент от края на юни, при който в Южен Китай са убити двама уйгури. Според китайското правителство бунтовете са подготвени от базираната извън страната организация Световен уйгурски конгрес. Председателят на организацията Ребия Кадир отхвърля тези обвинения.
По официални данни в резултат на безредиците 197 души загиват, 1721 са ранени, а множество автомобили и сгради понасят материални щети. Полицията се опитва да разпръсне протестиращите със сълзотворен газ, водни струи, бронирани коли и пътни преграждения, а в повечето части на града е наложен полицейски час. За известно време властите прекъсват достъпа до Интернет и ограничават телефонните връзки в Урумчи.